# Perdida (film, 1916)
Pour les articles homonymes, voir Perdida.
Pour plus de détails, voir Fiche technique et Distribution.
Perdida est un film muet brésilien réalisé par Luiz de Barros et mettant en vedette Erico Braga, Yole Burlini et Leopoldo Froes, sorti en 1916.

## Fiche technique
- Titre : Perdida
- Réalisation : Luiz de Barros
- Scénario : Luiz de Barros d'après la pièce de théâtre de Oscar Lopes
- Photographie : Paulino Botelho et João Stamato
- Montage : Luiz de Barros
- Production : Luiz de Barros
- Société de production : Guanabara Filmes
- Pays :  Brésil
- Genre : Drame
- Dates de sortie : 
  -  Brésil : 1916

## Distribution
- Erico Braga
- Yole Burlini : Nanette Lubin
- Leopoldo Froes : Ricardo de Toneleiros
- Gabriela Montani
- Maria Reis
- Miss Rosalie